# Giethmen
Giethmen (52° 30′ N, 6° 24′ L) é uma vila dos Países Baixos, na província de Overijssel. Giethmen pertence ao município de Ommen, e está situada a 21 km, a leste de Zwolle.
A área de Giethmen, que também inclui as partes periféricas da cidade, bem como a zona rural circundante, tem uma população estimada em 170 habitantes.